# Li Gwang-Sik
Li Gwang-Sik, född den 5 mars 1970, är en nordkoreansk boxare som tog OS-brons i bantamviktsboxning 1992 i Barcelona. Han förlorade i semifinalen mot irländske Wayne McCullough.